# Cucina filippina

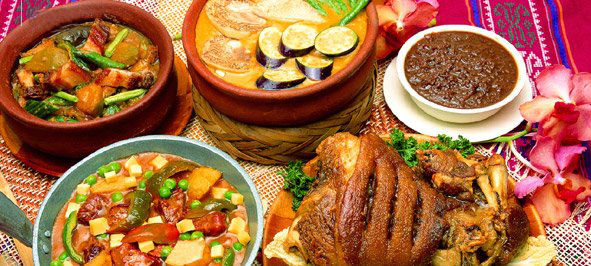
Selezione di piatti della cucina filippina

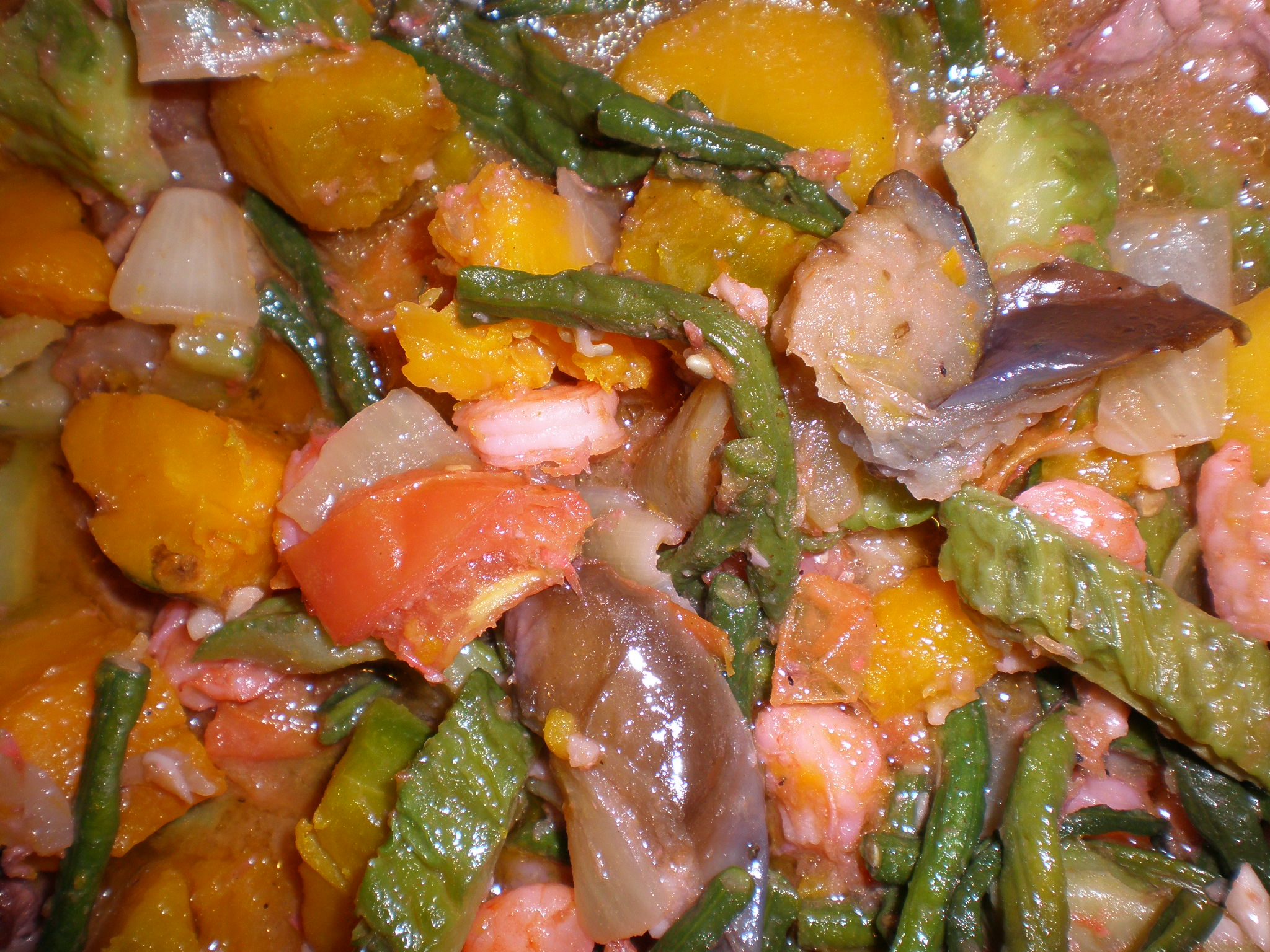
Pinakbet

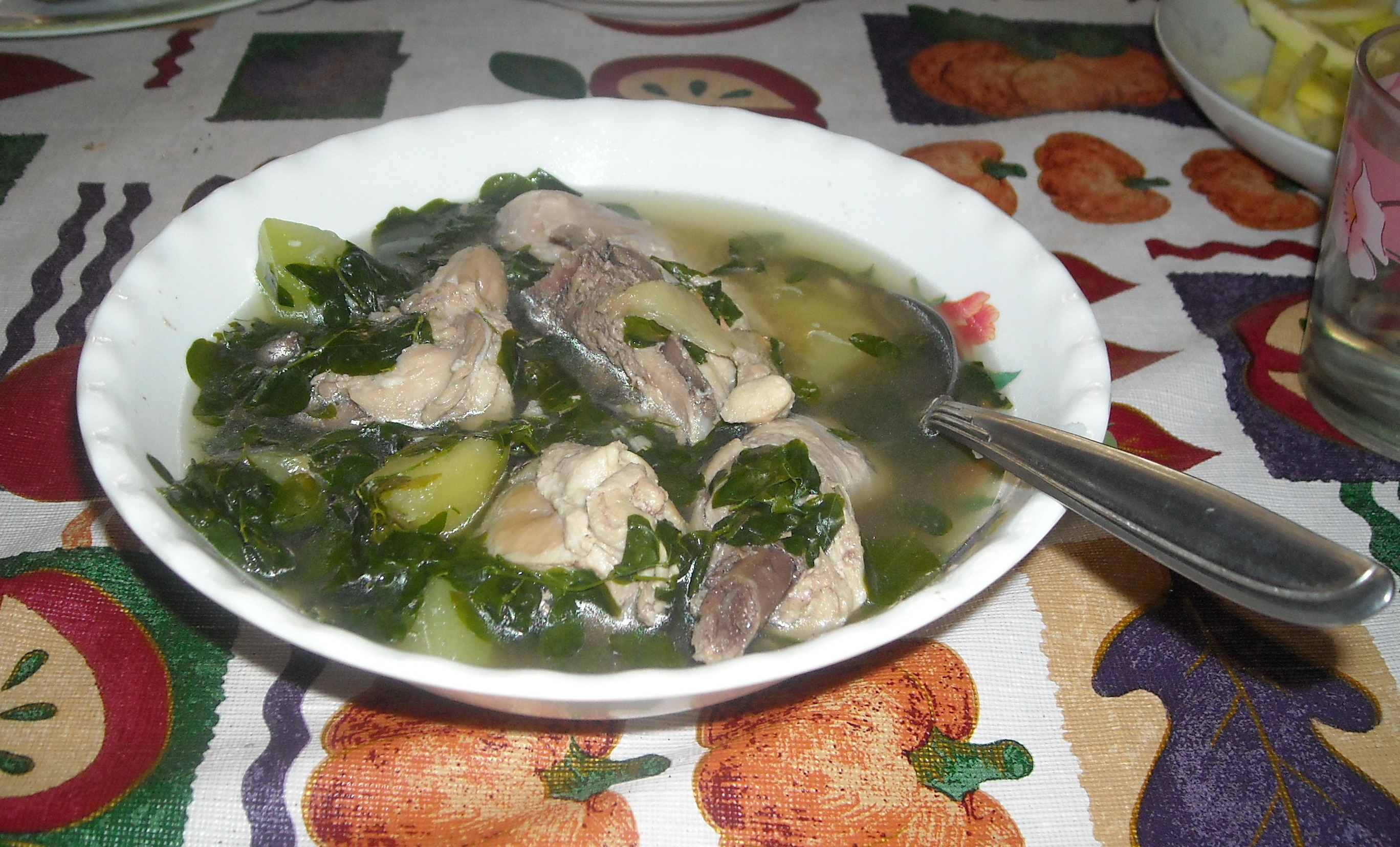
Tinola, piatto molto popolare

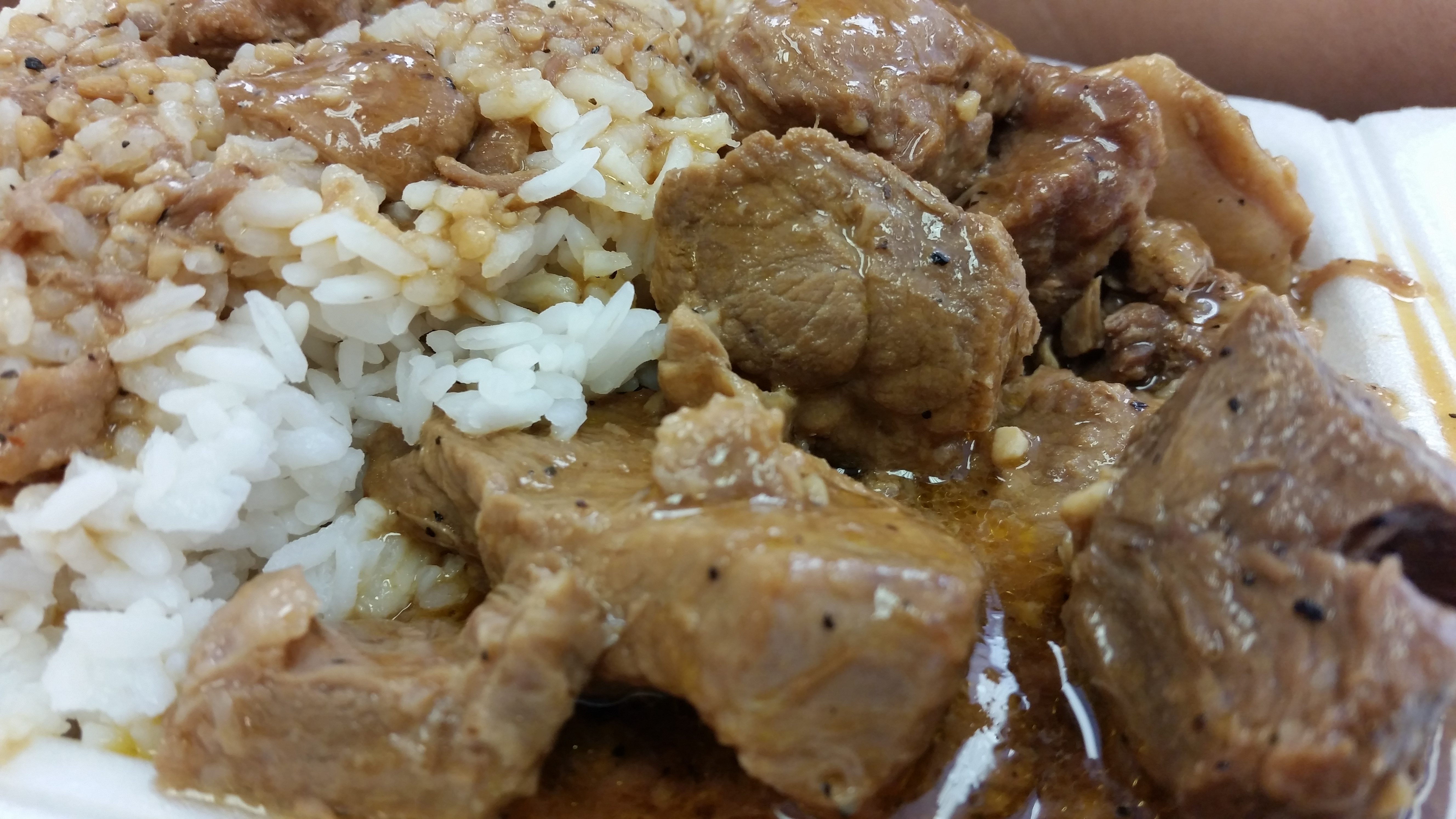
Adobo filippino

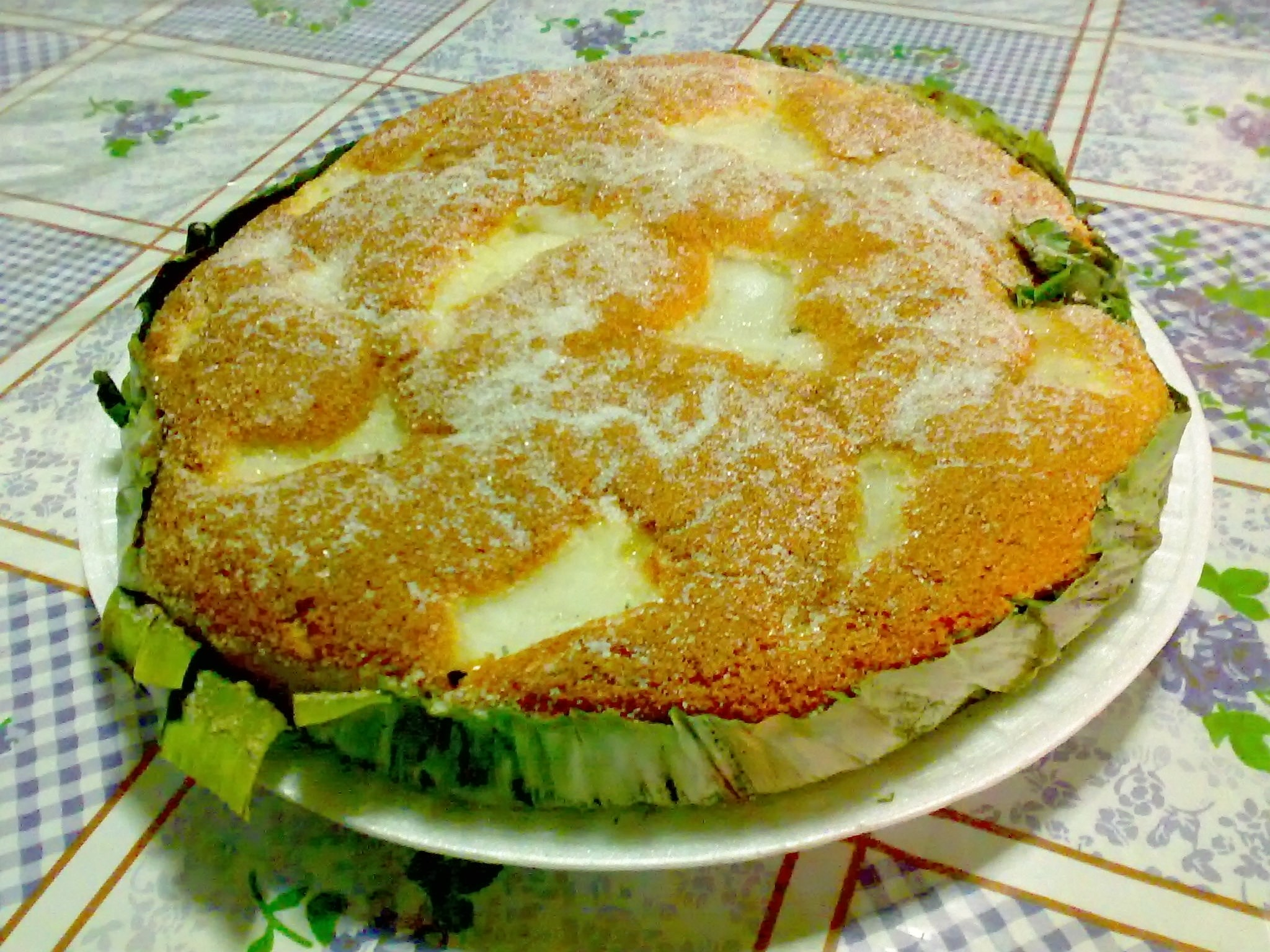
Bibingka

La cucina filippina (lutuing Pilipino) è la cucina nazionale delle Filippine. Il suo stile ed il cibo utilizzato hanno subito diverse variazioni nel corso del tempo, passando dalle origini austronesiane ad un misto di ricette malesi, spagnole, cinesi ed americane, così come l'influenza asiatica e latino americana e il loro adattamento agli ingredienti indigeni ed al gusto della gente locale.
I piatti variano dalle ricette più semplici, come pesce fritto salato abbinato a riso, a quelle più elaborate come la paella e il bollito misto portoghese oppure gli spaghetti e la lasagna. La cucina filippina comprende uno svariato numero di pietanze e tra i piatti popolari ci sono: lechón (maiale arrosto intero), longaniza (salsiccia filippina), tapa (carne curata), adobo (pollo o maiale brasato in aglio, cipolla e salsa di soia oppure cotto sino a seccatura), kaldereta (carne in salsa di pomodoro), mechado (manzo lardellato in salsa di soia o di pomodoro), puchero (manzo in ketchup di banane o salsa di pomodoro), afritada (pollo e/o maiale cotto in salsa di pomodoro con verdura), kare-kare (coda di bue e verdure cucinati in salsa di arachidi), pinakbet (kabocha, melanzane, fagioli, okra, stufato di pomodori conditi con pasta di gamberetti), crispy pata (stinco di maiale fritto), hamonado (maiale addolcito in salsa d'ananas), sinigang (carne o pesce in brodo aspro), pancit (noodles), lumpia (involtino primavera), nata de coco (dolce a base di gel di cocco) e biko (con riso glutinoso).

## Caratteristiche
La cucina è incentrata intorno alla combinazione di dolce, aspro e salato, sebbene a Bicol, nelle Cordilleras e tra i filippini di religione musulmana è annoverato anche il piccante.
La contrapposizione è una caratteristica della cucina filippina che normalmente si abbina a qualcosa di dolce con qualcosa di salato, e si traduce in combinazioni sorprendentemente piacevoli.
I piatti che rappresentano questa espressione sono ad esempio: il champorado (un porridge dolce di riso al cacao), abbinato il tuyo (pesce salato e seccato al sole); il dinuguan (uno stufato di sangue di maiale e interiora), abbinato al puto (dolci di riso al vapore); i frutti acerbi come i manghi verdi (che sono solo leggermente dolci ma molto acidi), vengono mangiati intinti nel sale o nel bagoong; l'uso del formaggio (che è salato-dolce) in dolcetti (come bibingka e puto).

## Struttura dei pasti
Cucinare e mangiare nelle Filippine è sempre stato una questione informale e comunitaria incentrata sulla cucina di famiglia. I filippini tradizionalmente mangiano tre pasti principali al giorno: agahan o almusal (colazione), tanghalían (pranzo) e hapunan (cena) più uno spuntino pomeridiano chiamato meriénda (chiamato anche minandál o minindál). La cena, pur essendo il pasto principale, è più piccola di altri paesi. Di solito, la colazione o il pranzo sono il pasto più grande.

## Specialità regionali

### Cucina luzonese
Gli Ilocani, della regione del Ilocos, hanno una dieta a base di verdure bollite o al vapore e pesce d'acqua dolce, ma sono particolarmente affezionati a piatti aromatizzati al bagoong, pesce fermentato che viene spesso usato al posto del sale. I Ilocani spesso condiscono verdure bollite con bagoong monamon (pasta di acciughe fermentate) per produrre pinakbet. Le specialità locali includono le morbide larve bianche di formiche e "salti di insalata" di minuscoli gamberi vivi.
Gli Igorot invece preferiscono le carni arrostite, in particolare la carne di carabao, la carne di capra e la carne di cervo.
Grazie al suo clima mite e sub-tropicale, Baguio, insieme alle regioni montuose periferiche, è rinomata per i suoi prodotti. Qui vengono coltivati frutta e ortaggi in zone temperate (le fragole ad esempio) che altrimenti morirebbero nelle regioni più basse. È anche conosciuto per uno spuntino chiamato sundot-kulangot che letteralmente significa "colpisci il booger". In realtà è un tipo appiccicoso di dolce fatto con farina di riso glutinoso macinata mescolata con melassa, e servito all'interno di gusci pitogo, e con un bastone per "colpire" con la sua sostanza appiccicosa.
La città di Calasiao nella Provincia di Pangasinan è conosciuta per il suo puto.

### Cucina Visayanese
Bacolod City è la capitale di Negros Occidental. È noto per "inasal" che letteralmente si traduce in "cotto sul fuoco". Il "pollo inasal" è una versione locale del barbecue di pollo. È cotto con semi di achuete o semi di Annatto dandogli un colore rossastro, e spazzolato con olio e cotto sul fuoco; per il piaya, dolce Millefoglie e pinasugbo (banana fritta e caramellata cosparsa di semi di sesamo).

### Cucina di Mindanao

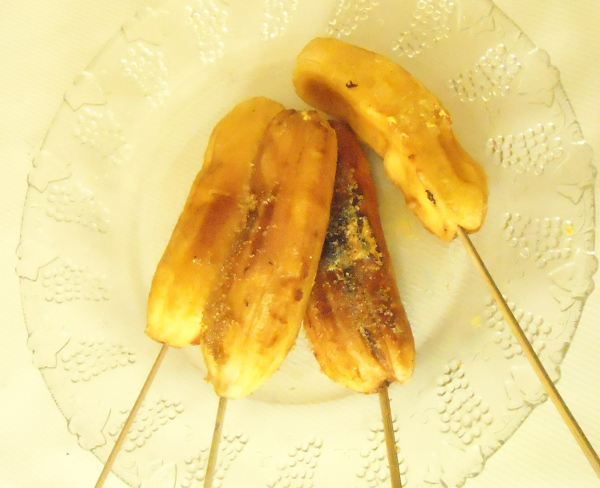
Ginanggang, una merenda a base di banana saba arrostita con margarina e zucchero.

A Mindanao, la parte meridionale dell'isola di Palawan, Sulu e Tawi-Tawi, i piatti sono riccamente conditi con le spezie tipiche del Sud-est asiatico: curcuma, coriandolo, citronella, cumino e peperoncino - ingredienti non comunemente usati nel resto della cucina filippina . La cucina delle nazioni indigene che sono sia cristiane, musulmane o dei popoli Lumad di Mindanao e dell'arcipelago Sulu ha molto in comune con la cucina malese ricca e speziata della Malaysia e del Brunei, così come la cucina indonesiana e tailandese.
Piatti ben noti della regione includono Satti (satay) e ginataang manok (pollo cotto nel latte di cocco speziato). Alcune parti di Mindanao sono prevalentemente musulmane, dove il maiale viene raramente consumato.
Rendang, è un curry di manzo spesso piccante le cui origini derivano dal popolo Minangkabau di Sumatra; biryani e kiyoning (pilaf) sono piatti originari del Medio Oriente, a cui è stato dato un tocco Mindanaoan e sono serviti in occasioni speciali.